# 台湾厚角藓
台湾厚角藓（学名：Gammiella ceylonensis）为锦藓科厚角藓属下的一个种。